# Fondation Monticelli
La Fondation Monticelli crée en février 2010 un musée à L'Estaque à Marseille, pour exposer les œuvres de Adolphe Joseph Thomas Monticelli, dans le Fortin de Corbières. Trop excentré pour rester rentable, le musée laisse la place, à partir de 2015, à une exploitation événementielle.

## Présentation
Le bâtiment a une surface de 800 m2. Le musée organisait trois expositions temporaires par an, et disposait d'une exposition permanente. Il était fréquenté par environ 35 000 personnes par an.
La structure était dirigée par l'expert Marc Stammegna, au travers de l'Association Fondation Monticelli. Ce projet était financé par lui-même intégralement.
La Fondation Monticelli a cessé d'exister en octobre 2015.
Depuis Juillet 2017, le Fortin de Corbières est devenu un lieu de réceptions événementielles à Marseille pouvant accueillir jusqu'à 600 personnes en extérieur et 99 personnes à l'intérieur du Fort. C'est une adresse offrant une vue exceptionnelle sur la rade marseillaise.

## Desserte
Le lieu est accessible en voiture. Il est mal desservi par les transports en commun, ainsi en bus, il se trouve à 2 km du terminus de la ligne 35.

### Sources
- Olga Bibiloni, « Marseille : un musée Monticelli, artiste à part », La Provence,‎ 7 février 2010 (lire en ligne)
- Dephine Tanguy, « Marseille : nos petits musées ne se font pas mousser », La Provence,‎ 18 août 2012 (lire en ligne)